# Jaime II de Urgel

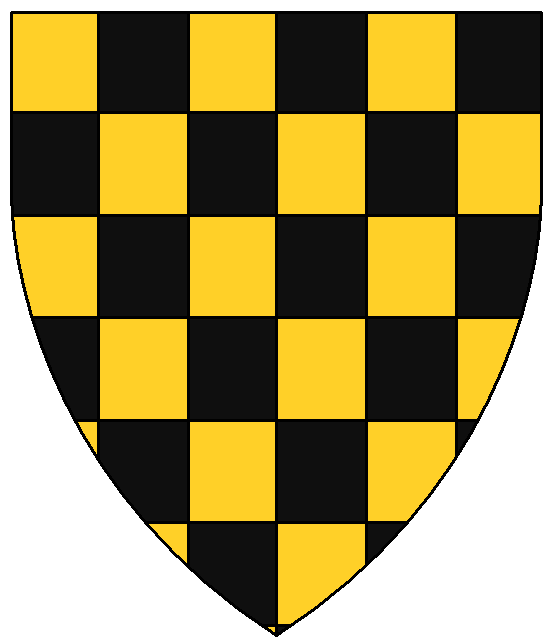
Brasão de Armas do Condado de Urgel.

Jaime II de Urgel (em catalão:  Jaume II d'Urgell; Balaguer, 1380 - Xàtiva, 1433), foi conde de Urgel, Visconde de Àger, Barão de Antillón, de Alcolea de Cinca e de Fraga. Exerceu o Vice-reinado da Catalunha entre 1407 e 1410 durante o reinado de Martim I de Aragão (1396-1410), que em 1408 o nomeia lugar-tenente general de Aragão, cargo que no entanto nunca chegou a desempenhar. 
Com a morte de Martim, o Humano em 1409, o herdeiro do trono de Aragão Martim, o 
Jovem, nomeia-o procurador e governador-geral, ato que foi entendido como um reconhecimento à sua eventual condição de herdeiro da coroa. 
Pouco depois de proceder a esta nomeação, e debaixo da pressão do bispo de Saragoça Martim procedeu à anulação da nomeação que fizeram. Este ato levou a que em 1410 quando Martim, o Jovem falecesse o reino ficasse sem herdeiro legítimo.
Assim surgiram seis candidatos ao trono livre procurando a Coroa de Aragão, entre eles encontra-se Jaime II de Urgel. Este problema só se resolveria com o chamado Compromisso de Caspe de onde Jaime saiu derrotado por ser eleito Fernando de Trastámara, que viria a reinar com Fernando I de Aragão, sobretudo devido à sua astúcia política e que alcançou o culminar da má fé com o assassinato do bispo de Saragoça. 
Devido às influências da sua mãe nunca reconheceu Fernando I de Aragão como rei, tendo mesmo levantado armas contra o monarca. Foi derrotado em Castefrorite e em Montearagón, sendo obrigado a refugiar-se no castelo de Balaguer onde sofreu o assédio das tropas reais até que acabou por se render no dia 31 de Outubro de 1413. Foi condenado e os seus bens foram confiscados, sendo em seguida enviado para a prisão de Teruel, em Castela, onde em Játiva, acaba por morrer.
Seu neto Pedro de Portugal (1429-1466) viria a reclamar-se sucessor dos seus direitos ao trono de Aragão e, como tal, foi proclamado como rei de Aragão e conde de Barcelona em 1463, durante a Guerra Civil Catalã (1462-1472).

## Relações familiares
Foi filho de Pedro II de Urgel e de Margarita de Monferrato herdou de seu pai o condado de Urgel de onde foi o último conde.
Casou em 29 de Junho de 1407 em Valência com Isabel de Aragão, filha de Pedro IV de Aragão “o Cerimonioso” e irmã de Martim I “o Humano”, de quem teve:
1. Isabel de Urgel (1409-1469), casada com Pedro, Infante de Portugal, Duque de Coimbra.
2. Leonor de Urgel (1414-d.1438)[1], casada com Ramón del Balzo Orsini, Príncipe de Salerno, Duque de Amalfi e Conde de Nola.
3. Juana de Urgel (1415-1446 ou depois)[1], casada com João III de Foix e em segundos núpcias com João Ramón Folc de Cardona.
4. Filipe de Urgel (m. antes de 1424)[1], que morreu jovem.
5. Catarina de Urgel (m. antes de 1424)[1], que morreu jovem.